# Balistes punctatus
Balistes punctatus, thường được gọi là cá bò đốm xanh, là một loài cá biển thuộc chi Balistes trong họ Cá nóc gai. Loài này được mô tả lần đầu tiên vào năm 1789.

## Phân bố và môi trường sống
B. punctatus được phân bố ở phía đông Đại Tây Dương, từ Maroc đến Angola, bao gồm quần đảo Madeira, quần đảo Canary và Cape Verde. B. punctatus ưa sống ở những khu vực đáy cát hoặc nhiều đá sỏi ven bờ, ở độ sâu có thể lên đến 200 m, nhưng thường từ 50 m trở lại.
Đã có sự suy giảm số lượng của loài này ở vịnh Guinea do việc khai thác, đánh bắt quá mức và các yếu tố liên quan đến môi trường. Vì thế mà B. punctatus được liệt vào danh sách Loài sắp nguy cấp.

## Mô tả
B. punctatus trưởng thành dài khoảng 60 cm. B. punctatus có thân hình bầu dục, hơi có màu xanh lục hoặc vàng nhạt được bao phủ bởi những đốm màu xanh lục và lam, kể cả các vây. Lớp vảy sau nắp mang và trên vây ngực lớn hơn các vảy xung quanh. Mỗi bên vây ngực có một đốm màu vàng, lớn. Thùy đuôi nhọn. Vây lưng nhô cao.
Số ngạnh ở vây lưng: 3; Số vây tia mềm ở vây lưng: 27 - 30; Số vây tia mềm ở vây hậu môn: 24 - 26. Vây lưng có 3 hoặc 4 vây tia mảnh nhô cao ở phía trước.
Thức ăn của B. punctatus là những loài giáp xác nhỏ và đông vật thân mềm hai mảnh vỏ. B. punctatus sinh sản theo cặp.
B. punctatus được đánh bắt để phục vụ cho ngành thương mại cá cảnh.